# Neville Hayes
Neville Ronald Hayes, född 2 december 1943 i Hurstville i New South Wales, död 26 juni 2022, var en australisk simmare.
Hayes blev olympisk silvermedaljör på 200 meter fjäril vid sommarspelen 1960 i Rom.